# فوتبال در بولیوی

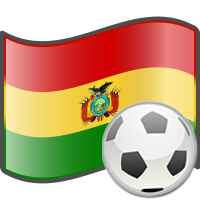

فوتبال پرطرفدارترین ورزش در بولیوی است. بولیوی بیش از ۲۰۰۰ باشگاه فوتبال دارد.